# Palazzo Jona-Millo
Palazzo Jona-Millo, o Bourbon Del Monte è un palazzo nobiliare tardobarocco di Ancona.
Sito all'inizio di corso Mazzini, vicino al Teatro delle Muse, sulla quale piazza prospetta il suo angolo con il caratteristico balcone vanvitelliano.

## Storia e descrizione

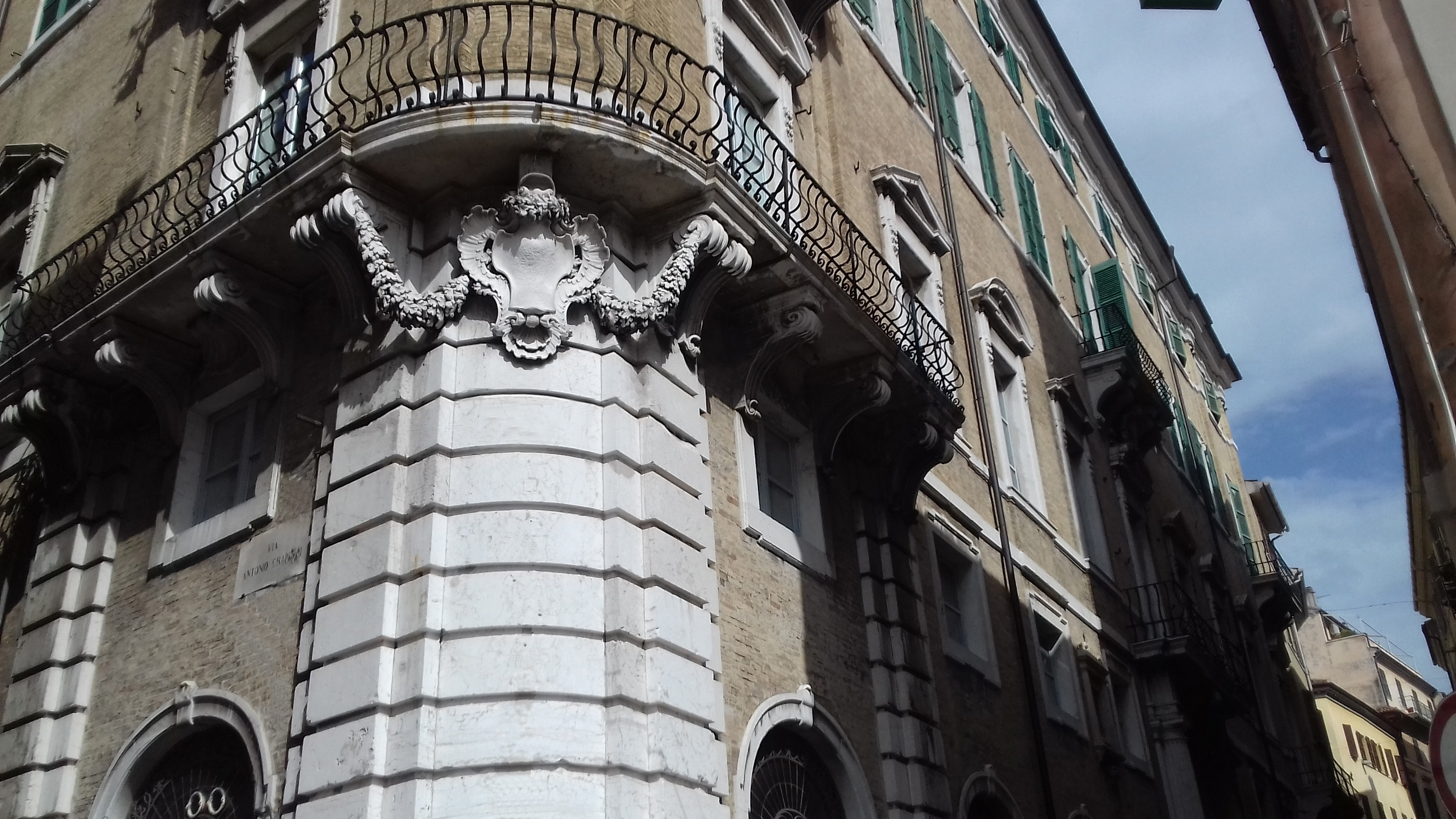
Il balcone angolare vanvitelliano.

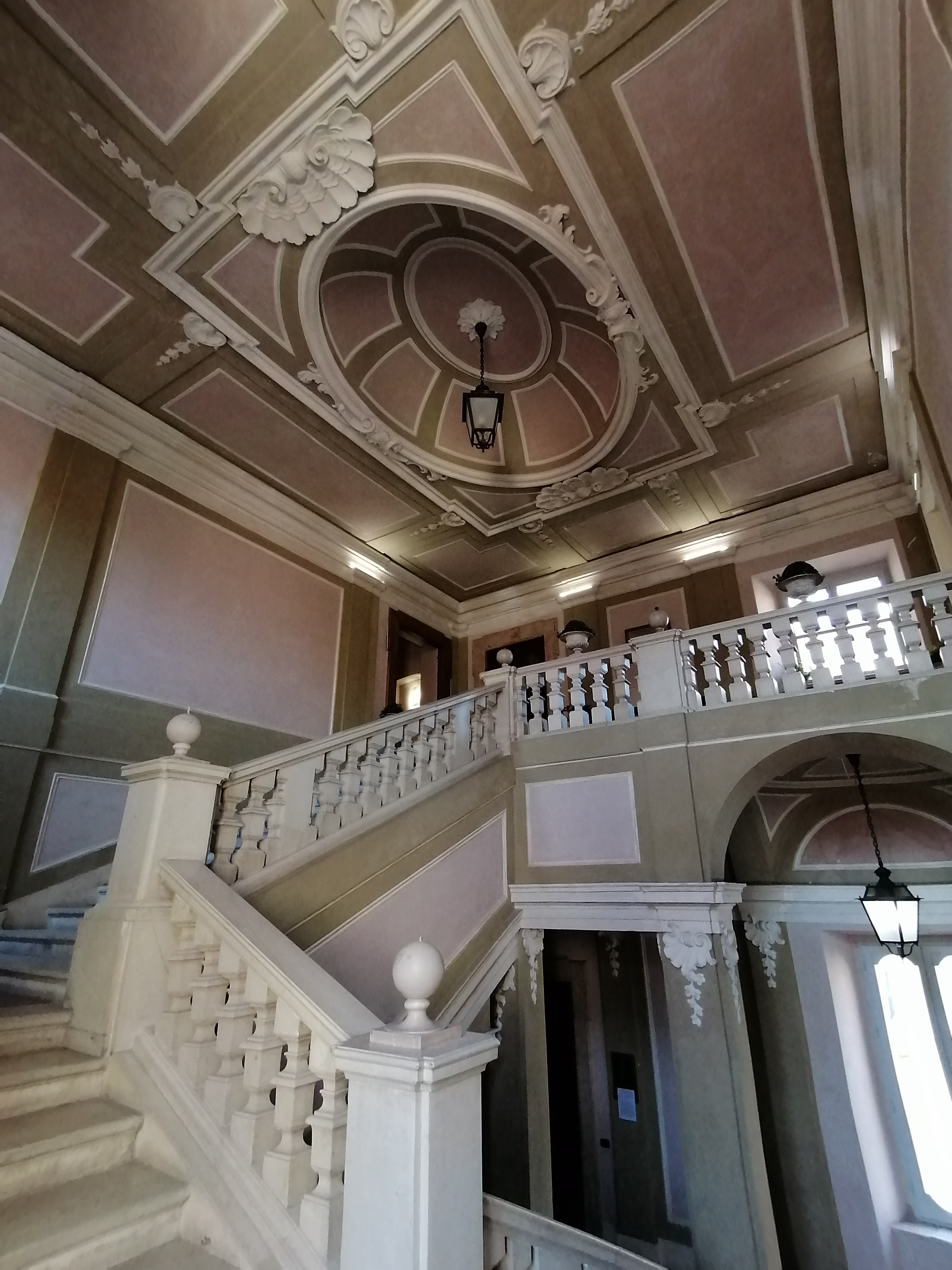
Lo scalone d'onore.

L'Edificio fu proprietà del marchese Carlo Francesco Moscheni fino a circa la metà del XVIII secolo. Il 10 ottobre 1756 avvenne il matrimonio fra l'ultima erede dei Moscheni, Angelica, con il marchese Carlo Francesco Millo; nipote del Cardinale Giovanni Giacomo Millo, segretario del Cardinal Lambertini, futuro papa Benedetto XIV, divenuto prefetto della Congregazione del concilio. In seguito a questo evento il palazzo venne riedificato in stile tardobarocco. Il progetto sembra essere attribuibile a Luigi Vanvitelli, attivo in città per la costruzione del Lazzaretto, la ristrutturazione di Palazzo Ferretti e della chiesa adiacente. Anche se ci sono pensieri divergenti. Sembrerebbe che al Vanvitelli si deve solo il caratteristico balcone angolare, mentre il disegno del palazzo è opera di Carlo Marchionni, allora direttore dei lavori portuali, e autore del progetto di ricostruzione della Chiesa di San Domenico, che l'avrebbe eretto con l'aiuto del figlio Filippo e di Francesco Maria Ciaraffoni.
Il palazzo si affaccia, all'angolo fra corso Mazzini (già via Del Calamo) e via Gramsci (già via Metauro), su piazza della Repubblica. Presenta due piani nobili con due mezzanini dalle facciate in laterizio ingentilite da bugnato liscio, elementi decorativi e cornici in pietra d'Istria. Tutta l'attenzione è colta dal cantonale arrotondato, ove sporge il mirabile balcone sorretto da mensoloni e decorato da festoni.
L’interno del palazzo, con atrio, corte interna e scalone monumentale, fu decorato da Giuseppe Pallavicini verso il 1770. Il pittore lombardo realizzò gli affreschi dei soffitti delle sale di rappresentanza con Storie mitologiche. Costituisce uno dei primi impegnativi cicli del pittore ad Ancona.
In seguito l'edificio passa di proprietà al marchese Pietro De Bourbon del Monte ed infine alla famiglia Jona.
Proprio il marchese Pietro De Bourbon del Monte ha commissionato nel 1856 una Madonna col Bambino da porre in un'edicola nella facciata del palazzo stesso. Il dipinto viene rimosso negli anni 80 e ripristinato nella sua collocazione originaria nel gennaio 2021, dopo una lunga contesa giudiziaria.